# Ростворовский, Антон Кесариевич
Антон Кесариевич Ростворовский (Антоний Мелитон Ростворовский; Растворовский; пол. Antoni Meliton Rostworowski; 10 марта 1789, Влощова, Свентокшиское воеводство — 15 апреля 1843, Варшава) — польско-французский военный, затем русский государственный деятель польского происхождения, тайный советник и сенатор.

## Биография
Шляхтич герба Наленч II (польск.). Родился в 1789 году в семье Франца Ксаверия Ростворовского (польск.; 1749—1816), барского конфедерата, в дальнейшем участника восстания Костюшко, и его жены Изабеллы Малаховской, дочери польского государственного деятеля Николая Малаховского.
В 1809 году принял участие в Польско-австрийской войне (являвшейся частью Войны Пятой коалиции). Затем участвовал в походе Наполеона на Россию в 1812 году в составе 5-го (Польского) корпуса Великой армии.
Числясь по конной артиллерии, служил адъютантом. В Бородинском сражении Ростворовскому ядром оторвало левую руку. За доблесть был произведён в капитаны и награждён польским орденом Virtuti Militari и французским орденом Почетного легиона (степени шевалье).
Несколько оправившись от раны, занимал должность президента (префекта) Люблинского воеводства Царства Польского. Во время Польского восстания 1830-31 годов сохранил верность русскому правительству, за что был награждён орденом Святого Станислава 1-й степени.
28-го сентября 1836 года Ростворовский был назначен постоянным членом Государственного совета Царства Польского, а 30-го октября 1840 года — членом Комитета, учрежденного для составления административных законов Царства Польского. 6-го сентября 1841 года он был произведен в тайные советники и назначен сенатором Варшавских департаментов Правительствующего Сената.
Скончался 15 апреля 1843 года в Варшаве и был похоронен там же в костёле Преображения господня.
Эпитафия гласит:

Антоний Ростворовский, офицер Войска Польского. Кавалер ордена Virtuti Militari и ордена Почетного легиона. Президент Люблинского воеводства. Сенатор Царства Польского и член Государственного совета.

## Награды
- Кавалер ордена Virtuti Militari (1812;  Великое герцогство Варшавское)
- Кавалер ордена Почетного легиона (1812;  Франция)
- Кавалер ордена Святого Станислава 1-й степени (1831;  Российская империя)